# خليفة حصار (درسجين)
خلیفة حصار (بالفارسية: خلیفه حصار و میلان) هي قرية تقع في إيران في قسم درسجین الریفي. يقدر عدد سكانها بـ 192 نسمة .